# 藤井岳彦
藤井 岳彦（ふじい たけひこ、1969年7月13日 - ）は、元コナミ（現・コナミデジタルエンタテインメント）所属の作曲家・DJ。BEMANIシリーズのゲームで楽曲製作を行った。現在は株式会社ミュージックエアポートに所属。神奈川県横浜市出身。

## 概要
『beatmania』における古参の作曲者の一人であり、BEMANIシリーズの生みの親とも言われる南雲玲生の後を継いで、4thMIX以降、最終作であるTHE FINALまで（featuring DREAMS COME TRUEを除く）サウンドディレクター職を務めた。
なお、『beatmania』シリーズ完結後も、正当後継シリーズである『beatmania IIDX』の8th style、9th style、10th styleでサウンドディレクターの一人として名を連ねている。2004年にコナミを退社し、以降も都度beatmania IIDXシリーズへの楽曲提供を続けている。
楽曲制作時には主にSLAKE、SPARKER、CALF、DEPROGRAM MANなどと、曲調により名義を使い分ける（音楽性を重視した・シンプルな路線の楽曲がSLAKE名義、ゲームデータを重視した・ドラマチックな要素の入った楽曲がSPARKER名義）。

## 人物
- 「機材ヲタク」で、内田智之曰く、作業部屋が「すごくスタイリッシュでカッコイイ」[1]。
- 「完全に猫派」で、角田利之とのコラボレーションの打ち合わせの大半が互いの飼い猫の話になり、曲名「SEQUENCE CAT」の由来となった[3]。コラボレーションは「継続する予定」で、「ダークな曲を作る予定」[2]。
- 「ちょっと適当」な性格が似ているという角田利之の楽曲では特に「HYPER BOUNDARY GATE」が好きで、その音色の拘りに対してリスペクトを抱いている[3]。
- 「酒は弱い」が、藤森崇多とは皆が解散した後も2人で残って必ず朝まで飲んでいた[4]。
- Native Instrumentsのソフトウェアを使うことが多い[4][5]。
- 楽曲のBPMは「130が心地良い」[6]。
- ダンスミュージック専門の「4つ打ち中年」「4つ打ちおじさん」で、「バラードは作ったことがない」[2][6]。
- 尊敬する・天才だと思うアーティストとして、エイフェックス・ツインやジェームス・ホールデン、スクリレックス等を挙げている[5]。
- 優れた建築の温泉旅館に泊まるのが趣味で、そこで出される高級懐石が好物[7]。
- 東日本大震災以降「いつ死んでもおかしくない」という意識が芽生え、「今やれることなら何でも（過去作のリメイク等）やろう」と考え方を大きく変えた[7]。
- 「タイトルありきで曲を作ったということは一度もなく」、楽曲が出来上がってから格好良いと思う単語を並べて名付けている[7]。
- shinpei名義は、清水洋平のyouhei名義に対抗して名付けた[7]。
- テレビゲームは「ゼビウス」で卒業しており、理解していた「単純なゲーム性」が反映された結果、「DENIM (ELECTRO MIX)」 等の個性的な譜面が生まれた[7]。
- 電子音楽の仕事を仮に卒業したら、「家具職人になりたい」と思う位に家具好き[7]。

## 略歴
1980年代
- 日本でプロレスがブームだった小学生の頃、プロレスラーのミル・マスカラス（と戦ったリッキー・スティムボート）の入場テーマ曲であった「ライディーン」が「未来の音楽に聴こえて」YMOのファンとなる[4]。
- 中学生の頃、ラジオでかかっていたYMOの楽曲に影響を受け、電子音楽に興味を持ち始める[8]。KORGのデジタルシンセサイザー「DW-6000」を購入し[4]、高校生の頃には友人のロックバンドのキーボードを担当[8]。

1990年～2000年代
- テクノが流行りだした大学生の頃、友人に「すごく衝撃的なパーティに連れてってもらって強烈な体験」をし、ジョイ・ベルトラムやエイフェックス・ツインのようなクラブサウンドを制作するようになる[8]。
- 1995～1996年頃、LTJブケム等によって世界的に流行していたドラムンベースを作り始め、アーティストとしてアナログレコードのリリースやDRUM & BASS SESSIONSへの出演を果たす[8]。
- アーティスト活動に区切りが付いた頃、雑誌「サウンド&レコーディング・マガジン」で募集していた「beatmaniaのサウンドクリエイター」に応募し[8]、竹安弘、南雲玲生との面接を経てコナミに入社[4]。
- BEMANIシリーズでは、ワープ・レコーズのブラック・ドッグやエイフェックス・ツイン、オウテカのような本格的なクラブサウンドを紹介すべく、テクノやエレクトロニカを中心に提供[8]。
- 2004年にコナミを退社。napakickのNapalmと共に期間限定ユニット「MAGIC GANG」を結成、コナミ入社前の楽曲を集めたアルバム「BEYOND THE DEAD FUTURE」やコンピレーション・アルバムをリリース[9]。
- 松武秀樹が代表取締役社長を務めるミュージック・エアポートに入社。

2010年代
- 2011年12月、同じく「beatmania」及び「beatmania IIDX」シリーズに楽曲を提供したnouvo nudeのフルアルバム「FLASH CUBE」にリミキサーとして参加。同月のリリースパーティに出演。
- 2012年3月、フルアルバム「THE INVISIBLE FORCE」をリリース。翌4月のリリースパーティに主演。12月に催されたコミックマーケットで「BEYOND THE DEAD FUTURE」のリメイク作品である「BEYOND THE DEAD FUTURE RE-EDIT」をリリース。

## 主な楽曲
※括弧内はゲームで表示されるアーティスト名義を示す。但し、「SLAKE」名義の場合は割愛。
※二つ以上の括弧がある場合、前者は曲のリミックス名等である。

### beatmania
4thMIX
- SODA[10]
- TITLE beatmania - タイトル曲[11]
- ENDING - エンディング曲[11]

5thMIX
- HIGHER
- DENIM[12]
- CYCLE

completeMIX 2
- SPARKER[13]
- PARANOiA MAX (FUNKY BLEEP MIX) (Remixed by DEPROGRAM MAN / Original by 190)
- ATTACK THE MUSIC (49 MUSIC MIX) (Remixed by DEPROGRAM MAN / Original by DJ FX)
- DENIM (ELECTRO MIX) (Remixed by DEPROGRAM MAN / Original by SLAKE)
- HELL SCAPER (SLASHING MIX) (Remixed by DEPROGRAM MAN / Original by L.E.D.LIGHT-G)

ClubMIX
- GAME

CORE REMIX
- 2 gorgeous 4U (EMULATE MIX) (Remixed by SLAKE / Original by prophet-31)
- greed eater (DEAL WITH MIX) (Remixed by SLAKE feat.R.C. / Original by The Dust Fathers)
- Acid Bomb (LATINIZE MIX) (Remixed by SLAKE / Original by DJ FX)
- OVERDOSER (FLOTAGE MIX) (Remixed by SLAKE / Original by MIRAK)

6thMIX
- beatmania 6thMIX TITLE - タイトル曲
- LAUGHIN
- FUNKY MODELLING (EDIT) (SPARKER) - 『Dance ManiaX』収録曲のリミックス

7thMIX
- WHAT'S NEXT? (SLAKE feat. DAINA NORMAN)[14]
- CALDERA (CALF)[15]
- WATERING
- REFERENCE (SPARKER)

THE FINAL
- CAT MAN (CALF)
- 蝶の羽 (SLAKE feat. ANCTEA)

### beatmania IIDX
beatmania IIDX
- GAMBOL[16]
- 22DUNK[17]

4th style
- I'M FOR REAL (SLAKE feat. JP Miles)

7th style
- CLOUDY MUSIC[16]

8th style
- FLUTE MAN (SPARKER)
- MUSIC TO YOUR HEAD
- 8th style ending - エンディング曲

9th style
- ADVANCE
- BREEDING
- BRIGHTNESS DARKNESS (SPARKER)
- LOVE IS DROWING (SLAKE feat.EMIKO)

10th style
- Boundary (SPARKER)
- choo choo train (dnb mix) (SLAKE feat.MIKA) - ZOOのChoo Choo TRAINのカバー
- LIMITED
- Ready To Rockit Blues

IIDX RED
- BLOCKS (SPARKER)
- BREATH (SPARKER)
- TEXTURE

HAPPY SKY
- GREEN EYES
- SCREAM SQUAD (CALF)

DistorteD
- MINT

GOLD
- SEQUENCE CAT(SLEDLAKE (SLAKE & L.E.D.)、家庭用のみ) - L.E.D.との合作[18]

DJ TROOPERS
- REPLAY (家庭用のみ)

### 他機種での楽曲
KEYBOARDMANIA
- THE 24TH D (SPARKER)
- Motion (SPARKER)

pop'n music
- Sunlight (shinpei)
- 今日は今日でえがったなゃ (とどのすけとめたろう)
- 林檎と蜂蜜 (美味しさ倍増MIX) (APPLEMAN)
- SUMMER TIME (shinpei)
- MARS WAR 3 (JET GIRL SPIN)
- 大見解の新見解 (CALF)
- 魔法的新定義 electro mix (うらら remixed by SLAKE)

DanceDanceRevolution
- Less Is More (lim's Sculpture) - 北米限定
- STATISTIK (lim's Sculpture)

Dance ManiaX
- FUNKY MODELLING (SPARKER) - 「beatmania 6thMIX」収録曲の原曲

ee'MALL
- I really love you so (SLAKE feat. MIKA) - 『pop'n music』向け楽曲

Walk It Out(北米限定)
- TIME IN MOTION (lim's Sculpture)

### 他BEMANI関連曲
- FUNKY MODELLING (EDIT) (SPARKER)（ロングバージョン） - V.A.「beatmania 6th MIX ORIGINAL SOUNDTRACK」収録。
- Betty Boo remix (Remixed by SLAKE / Original by SENAX) - V.A.「V-RARE SOUND TRACK 3」収録。
- MUSIC TO YOUR HEAD(ANOTHER DAY MIX) - V.A.「beatmania II DX 8th style Original Soundtrack」収録。
- カモミールバスルームREMIX (AWA AWA MIX) (Remixed by SLAKE / Original by 常盤ゆう) - V.A.「V-RARE SOUND TRACK 4」収録。
- Back Into The Light (A DAY IN THE LIGHT Mix) (Remixed by SLAKE / Original by Sota Fujimori) - V.A.「beatmania IIDX REMIX for 10th Success Anniversary」収録。
- Ready To Rockit Blues (Meanness Mix) - V.A.「beatmania II DX 10th style Original Soundtrack」収録。
- Luv 2 Feel Your Body (Decoration Mix) (Remixed by SLAKE / Original by Shoichiro Hirata) - V.A.「V-RARE SOUND TRACK 8」収録。
- BRIGHTNESS DARKNESS (WHITELIGHT MIX) (SPARKER) - V.A.「V-RARE SOUND TRACK 10」収録。
- lower world (FIND A WAY MIX) (Remixed by SLAKE / Original by D.J.SETUP) - V.A.「V-RARE SOUND TRACK 10」収録。
- HYPER BOUNDARY GATE -SLOW FLOW MIX- (Remixed by SLAKE / Original by L.E.D. LIGHT) - L.E.D.「電人K」収録。
- Rise'n Beauty -ELECTRO MIX- (Remixed by SLAKE / Original by Sota Fujimori) - Sota Fujimori「SYNTHESIZED」収録。
- 天空脳番長危機十六連打 -十六連打無版- (Remixed by SLAKE / Original by D.J.SETUP) - dj TAKA「milestone -Re Edition-」収録。
- Film(kors k Feat. Slake) - kors k「Ways For Liberation」収録。
- find out (SLAKE Remix) (Original by nouvo nude) - nouvo nude「FLASH CUBE」収録。
- nine seconds(SLAKE Remix) (Original by nouvo nude) - nouvo nude「FLASH CUBE」収録。
- super highway (SLAKE Remix) (Original by nouvo nude) - nouvo nude「FLASH CUBE」収録。
- wild I/O (SLAKE Remix) (Original by nouvo nude) - nouvo nude「FLASH CUBE」収録。
- nouvo nude 60min. SLAKE mix (Original by nouvo nude) - nouvo nude「FLASH CUBE」特典CD。

### コラボ作品
- コードネイムはLady-X（ニューレディーX＆ベストヒット80's MEGA-MIX）-Vo.乱崎銀夏（藤田圭宣） Remix by 8bit Project （サビ:SLAKE）TVアニメ『狂乱家族日記』EDテーマ3のC/Wとして収録。

### その他
- Materialise - 「GROOVE 1998年1月号 付録CD」収録。
- PAST - 「BEYOND THE DEAD FUTURE」収録。
- ORIENTAL MECHANIST - 「BEYOND THE DEAD FUTURE」収録。
- THE FADING OF THE LIGHT - 「BEYOND THE DEAD FUTURE」収録。
- RUSH - 「BEYOND THE DEAD FUTURE」収録。
- JUSTIFIND - 「BEYOND THE DEAD FUTURE」収録。
- I AM A CLONE - 「BEYOND THE DEAD FUTURE」収録。
- ASTROOXY REMIX (Remixed by SLAKE / Original by MELON MAN) - 「BEYOND THE DEAD FUTURE」収録。MELON MANの「ASTROOXY」のリミックス版。
- 雨上がりの夜空に MORE ROCKERS from jupiter mix (Remixed by SLAKE / Original by RCサクセション) - V.A.「mashed potatoes」に収録。RCサクセションの「雨上がりの夜空に」のリミックス版。
- スキスキスキ (SLAKE Remix) - テクプリ「EARLY BEST : sentimental diamond」収録。
- APPETIZER - 「THE INVISIBLE FORCE」収録。
- KEEP IT REAL - 「THE INVISIBLE FORCE」収録。
- TV REPORTER - 「THE INVISIBLE FORCE」収録。
- REALITY USED UP - 「THE INVISIBLE FORCE」収録。
- DEVIL'S FUNNY DANCE - 「THE INVISIBLE FORCE」収録。
- YOU CAN CRY - 「THE INVISIBLE FORCE」収録。
- THE INVISIBLE FORCE - 「THE INVISIBLE FORCE」収録。
- I DON'T KNOW HOW TO FLY - 「THE INVISIBLE FORCE」収録。
- PIANO TO YOUR HEAD - 「THE INVISIBLE FORCE」収録。
- SLOW DANCE - 「THE INVISIBLE FORCE」収録。
- Born Slippy (SLAKE Remix) - V.A.「BEST OF ELECTRO STEP」収録。
- Good Luck (SLAKE Remix) - V.A.「BEST OF ELECTRO STEP」収録。
- Born Slippy (SLAKE Remix)(Club Mix) - V.A.「BEST OF ELECTRO STEP」（配信版）収録。
- Good Luck (SLAKE Remix)(Club Mix) - V.A.「BEST OF ELECTRO STEP」（配信版）収録。
- Saturday Night Future (SLAKE Remix) - pinkpong「PINK POPS」収録。
- Castle feat. Shinobi (The Mc) / SLAKE Remix - nouvo nude「NEW WORLD」収録。
- THE FADING OF THE LIGHT - 「BEYOND THE DEAD FUTURE RE-EDIT」収録。
- I AM A CLONE - 「BEYOND THE DEAD FUTURE RE-EDIT」収録。
- JUSTIFIND - 「BEYOND THE DEAD FUTURE RE-EDIT」収録。
- ORIENTAL MECHANIST - 「BEYOND THE DEAD FUTURE RE-EDIT」収録。
- PAST - 「BEYOND THE DEAD FUTURE RE-EDIT」収録。
- RUSH - 「BEYOND THE DEAD FUTURE RE-EDIT」収録。
- SNOW FLAKE - 「BEYOND THE DEAD FUTURE RE-EDIT」収録。
- Last Burning (SLAKE Remix) - Dirty Androids「Wanderlust」収録。
- Focus The Light - Dirty Androids「Visitors」収録。
- Oh Sushi (烏賊山ホタテ) - 「オトレンジャー」収録
- Freak With Me - 「CROSS×BEATS」「crossbeatsREV. SUNRISE」収録。
- Nu Era (SPARKER) - 「CROSS×BEATS」収録。
- The Signs Of The Last Day - 「crossbeatsREV.」収録。
- I Believe Someday (SPARKER) - 「crossbeatsREV.」収録。
- Trick Or Treat - 「crossbeatsREV. SUNRISE」収録。
- Mobius Ring - 「SEVEN's CODE」収録。

## ディスコグラフィー

### アルバム
| 枚  | 発売日        | タイトル            | 規格品番  |
| --- | ------------- | ------------------- | --------- |
| 1st | 2012年3月30日 | THE INVISIBLE FORCE | FCCD-0001 |

### アナログ盤
| 枚  | 発売日        | タイトル                          | 規格品番  |
| --- | ------------- | --------------------------------- | --------- |
| 1st | 1998年1月21日 | PAST/ORIENTAL MECHANIST           | EIZJ-0002 |
| 2nd | 1998年4月22日 | THE FADING OF THE LIGHT/JUSTIFIND | EIZJ-0006 |

### コンピレーション・アルバム
| 枚  | 発売日         | タイトル                       | 規格品番  |
| --- | -------------- | ------------------------------ | --------- |
| 1st | 2004年         | BEYOND THE DEAD FUTURE         |           |
| 2nd | 2012年12月31日 | BEYOND THE DEAD FUTURE RE-EDIT | SDCD-0001 |